# Lee Smith
Lee Smith (1960) é um editor de vídeo e editor de som australiano. Ele começou sua carreira no cinema como editor de som em filmes como Dead Calm (1989), The Piano (1993), The Portrait of a Lady (1996) e Holy Smoke! (1999). Durante os intervalos ele começou a editar filmes, como Robocop 2 (1990).
Ele começou a colaborar com o diretor Peter Weir a partir do filme The Year of Living Dangerously (1982), trabalhando junto com o antigo colaborador de Weir, William M. Anderson. Ele foi creditado como co-editor junto com Anderson nos filmes Fearless (1993) e The Truman Show (1998). Ele foi o único editor para o filme de Weir Master and Commander: The Far Side of the World (2003), pelo qual recebeu sua primeira indicação ao Oscar de Melhor Edição.
Recentemente Smith tem trabalhado com o diretor Christopher Nolan, já tendo editado quatro de seus filmes e recebido sua segunda indicação ao Oscar por The Dark Knight (2008).